# Hochstraße Elbmarsch
Hochstraße Elbmarsch este cel mai lung pod din Germania. El are o lungime 4258 m, și este legat de o șosea aeriană legată de Autostrada 7. Podul se află la sud de Hamburg în fața tunelului Elba. Podul are șase benzi de circulație și trece pe deasupra instalațiilor industriale și portuare. Construcția podului a durat trei ani, din 1971 până  în 1974.